# 桃太郎地獄変
『桃太郎地獄変』（ももたろうじごくへん）は、石川賢による日本の漫画、および短編集のタイトル。本項では、短編集について説明する。

## 短編集の概要
収録された作品は、おとぎ話や昔話を題材とする作品が主となっている。シリアスな作品だけではなく、ギャグ作品も収録されている。
「次元冒険記」までは、「伝説シリーズ」として『リュウ』（徳間書店）第3号（1979年11月）から第8号（1980年）に掲載された。なお、角川書店の単行本では、「民話シリーズ」となっている（「次元冒険記」にて明記）。
1. 桃太郎地獄変 - 題材は桃太郎
2. 山姥 - 題材は山姥
3. 銀河サルカニ合戦 - 題材はさるかに合戦、『スター・ウォーズ』
4. 海底神話 - 題材は浦島太郎
5. 雪女2486 - 題材は雪女
6. 次元冒険記 - 題材は龍の子太郎を中心に、花咲か爺、金太郎、桃太郎、一寸法師、浦島太郎など
7. 須平巣忍風帳 - 『マンガ少年』（朝日ソノラマ）1980年1月号掲載。題材は猿飛佐助、『スター・ウォーズ』 ほか
8. 雀狂戦記 - 『近代麻雀オリジナル』（竹書房）1986年9月22日号掲載。題材は麻雀、テレビゲーム

「雀狂戦記」のみ、一連の作品とは関係のない題材を扱っている。また、「須平巣忍風帳」には、「忍法スタートレック」、「忍法エーリアン」〔ママ〕も登場する。

## 各作品の概要

### 桃太郎地獄変
桃太郎が猿を討つシーンから始まり、「なぜ殺し合うことになったのか?」を回想する。『桃太郎』とほぼ同じ部分は省き、ディティールを補足。鬼が島征伐後、欲にかられ同士討ちとなり、桃太郎が人間不信になって鬼となるまでが描かれる。
補足
犬、猿、雉は傭兵（野盗）であり、甲冑を着込んでいる。彼らは3年前から鬼が島を狙っており、偵察も済んでいた。
桃太郎らは鬼が島を奇襲し、虐殺、暴行、略奪を容赦なく行っている。

### 山姥
雄の老フクロウが語り部となり、山姥の生態を描写する。
山姥は未来の人間であり、食べるものすらない世界から、偶然、手に入れたタイムマシンでこの時代（江戸時代、あるいはそれ以前）に辿り尽き、旅人を襲って生き長らえていた。ついに追っ手の手にかかり、山姥は追っ手と共に焼死する。

### 銀河サルカニ合戦
銀河の彼方で、「宇宙トニカク戦争」が続いていた。戦いの原因は不明で、期間も不明。一説には、宇宙が生まれた時から続いているという。
臼型宇宙戦闘機ウス・6号を駆る撃墜王、ルーク・スカイカニ平は、蟹型ヘルメットを装着し、仲間のハッチコ（蜂々星の美女蜂）、甘栗-3PO（頭部は栗型）と共に、今日も前線で戦っていた。ノルマの15機を撃墜（ただし味方機が2 - 3機含まれている）したカニ平は、仲間と昼食を取る。トニカク条約第256条により、食事中の攻撃は禁止されているため、安心して昼食を取る3人。しかし、甘栗-3POがカニ平の宇宙食（オムスビン）に手を出したため、カニ平は仲間から離れ、一人でオムスビンを食べようとする。
その時、敵であるモンチッチ星人（猿型）と偶然に遭遇。昼食の交換を提案される。「たくさんの実が生る」という言葉に惹かれ、カニ平は交換に応じる。モンチッチ星人の宇宙食（柿の種に酷似）は、すぐに成長し、実が生ったが、しかしカニ平は木登りができない。モンチッチ星人に実を取ってもらうよう頼むが、モンチッチ星人は自分が食べるだけで、カニ平には与えようとしない。催促したところ、実をぶつけられる。食べてみたところ、未熟な渋い実であり、カニ平の怒りが爆発。戦闘機同士での戦いとなる。
母船（猿の尻型）は即座に撃破したが、モンチッチ星人は搭載機で脱出。辺境にある、未知の惑星に逃亡する。負傷したモンチッチ星人は機を捨てて逃亡、カニ平たちも宇宙船から降りて追跡する。モンチッチ星人を発見したカニ平は攻撃を加えるが、相手は巨大化しており、携帯武器では歯が立たない。ウス・6号を呼び、無人操縦のまま攻撃させる。カニ平らも、空と陸からそれぞれ攻撃。ついにモンチッチ星人は倒れ、カニ平たちは勝どきを上げる。
しかし、それはモンチッチ星人ではなく、この惑星の原住生物・猿だった。ゴンと名づけられた猿とカニ平たちの戦いを、原住民・与作は目撃。モンチッチ星人は、蟻に捕らえられ、巣穴に引きずり込まれる。最期を悟ったモンチッチ星人は、本星への警告を発信し続けた。見届けた与作は、「誰も信じてくれないだろう」と思い、子供たちに民話として語るつもりで、話を再構築する。
宇宙へ去るカニ平たちだったが、入れ替わりに、鬼を追って桃型宇宙船が地球に飛来した。
補足
宇宙戦闘機の中には、ウサギ型、タヌキ型、亀なども存在する。タヌキ型は山柴を背負ったデザインになっており、背部に被弾して炎上する（『かちかち山』状態）。
「スペース一匹ガキ大将」の旗を掲げた戦闘機には、学帽と学ランを身につけた異星人が搭乗している。

### 海底神話
鳥島沖300kmで、うずしお型潜水艦の4番艦が消息を絶った。海軍は捜索をしたが、行方はつかめなかった。
しばらくして、漁船・大漁丸は、漂流者を発見、救出する。漂流者はしわだらけの顔で、頭髪は全て白髪になっていた。彼は「青葉 明（あおば あきら）」と名乗り、27歳で、うずしお型潜水艦4番艦の乗組員だと名乗る。80歳以上にしか見えない青葉を、大漁丸の乗組員は不審に思う。
青葉は、事件の真相を語り始めた。4番艦は3月25日に横須賀港を出発し、潜行能力のテストとして、父島に向かっていた。突然、海流に巻き込まれた4番艦は、何とか脱出するが、今度は建造物に衝突する。衝撃でほとんどの乗組員は死亡、あるいは身動きできない状態となっており、青葉は救援を求めるため、艦外に出る。そこには空気があり、青葉は徒歩で建造物を探索する。建造物は「千客万来」と書かれた看板がかかっており、様式は古い日本のものか、あるいは中国風のものだった。魚状の頭部を持つロボットが、壊れる寸前に「リュウグウジョウニヨウコソ」と喋り、青葉は愕然とする。龍グウ城の奥に足を踏み入れた青葉は、カプセルの中に浮かぶサイボーグ状の脳、ア・ムーと遭遇する。
ア・ムーは龍グウ城の管理者であり、青葉に過去の出来事を語る。ウラ島太郎は、彼らが地上侵攻に先立ち、人類を調査するために捕獲した人間だった。彼らは、かつては地上に住んでいたが、やむを得ない事情により、海底に逃れていたのだ。ウラ島太郎を研究し、たまて箱を完成させたア・ムーは、地上侵攻が近いことを青葉に語る。たまて箱を手にしたオト姫から青葉は逃げるが、オト姫もまた、ロボットだった。そして、オト姫はたまて箱を開けた。
事情を語り終えた青葉は衰弱して死亡。大漁丸の乗組員は信用せず、ひとまず発見の報を無電しようとする。しかし、大漁丸の下には、巨大なたまて箱が迫っていた。
補足
「海軍」、「龍グウ城」、「ウラ島太郎」、「たまて箱」、「オト姫」、「ア・ムー」は原文ママ。

### 雪女2486
西暦2486年、第四氷河期が迫り、地球は寒冷化しようとしていた。20世紀初頭に世界大戦が起こり、数時間で生物のほとんどが死滅。生き残ったわずかな人類は、数世紀に渡って、細々と子孫を残していた。人類に迫るのは、寒冷化のみならず、世界大戦の遺物である殺人ロボット群、特殊能力を持ったミュータントも含まれる。しかし、危機意識を持つのは人類だけだった。ロボットは寒冷化によって太陽エネルギーを絶たれ、遠からず作動不能になるはずだが、彼らは保身を考える能力はなかった。それは、本能に支配されたミュータントも同様だった。
「おじいちゃん」から、雪女の話を聞かされて育った「ぼく」は、年長の少年と畑に出る。ミュータントにより、ハウス栽培は荒らされていた。帰路、少年は寒波から逃げる相談を持ちかけるが、「ぼく」は、「吹雪がやまないと、老人や赤ん坊が耐えられない」と主張する。途中、2人は美しい女性が行き倒れになっているのを発見、「ぼく」が保護を主張する。少年はミュータントだと主張するが、「ぼく」は「雪女に頼めば、太陽を出してくれる」と反論する。
2人は吹雪のため、意識を失ったままの女性を連れ、廃墟に避難する。リスクを考え、なおも女性をミュータントだと主張する少年に対し、「夢がなくなったらさびしい」と食い下がる「ぼく」。女性は意識を取り戻しており、2人の会話を聞いていた。
やがて殺人ロボットが襲撃、少年は負傷して反撃不能になり、「ぼく」に逃亡を勧める。「ぼく」が棒でロボットに向かおうとした時、女性が立ち上がり、恐ろしい形相でロボットを凍りつかせ、倒した。いずこかへ去った女性を、少年はまだミュータントだと主張したが、「ぼく」に太陽が見えることを知らされ、雪女だと信じ、未来に希望を持つ。
補足
殺人ロボットの1体が、ゲッター1に酷似した胸部・脚部となっている。
「20世紀初頭」は原文ママ。
ミュータントの起源は明確にされていない（世界大戦の影響か、それともそれ以前からいるのか不明）。

### 次元冒険記
無名でスポンサーのつかないパフ・ダイナミック博士は、異次元流動機を発明した。それは無数の次元と繋がる能力を持ち、偶然、民話の次元に接続した。民話の世界はルーチン構造となっており、一度取った宝も、時間が経過すると再生されるのだった（『花咲か爺』の小判など）。
この仕組みで研究費を賄っていた博士だったが、逆に民話の登場人物がこちら側へ侵入、アクシデントで純という学生がオートバイで龍の子太郎を負傷させてしまう。龍の子太郎が現れないので龍が暴れ続け、都は大惨事となる。博士は巻き込まれた純に責任の一端があるとし、純にロボットを与え、自らも近代兵器を指揮、桃太郎や金太郎を仲間にして龍を倒すべく戦いを挑む。自らの研究資金確保のために。
龍を倒し、乙姫らを侍らせ、盛大な宴会を開いた純だったが、桃太郎、金太郎、一寸法師なども負傷。彼らの代わりに、おとぎ話の主人公を務めることになった。ルーチンワークに疲れた純はヒネた顔つきになり、「絵本の主人公も、顔がヒネているはず」と、読者に告げる。
しかし、作者の石川賢はその説を否定。「ただの空想」として民話の次元をミサイルで吹き飛ばす。すると、石川の頭部が中から爆発した。

### 須平巣忍風帳
天正15年（1587年）、地球に逃げてくる1隻の宇宙船があった。船には、レイア姫に似たチバ星座フナバシ星の姫と、侍従のロボット2体（R2-D2に似たD2デコ助と、C-3POに似たPOサン助）が乗っており、出前もち帝国の暗黒面ノ助（ダース・ベイダー似）に追われていた。姫は、ジェダイの騎士である戸沢白雲斎に助けを求めてきたのだが、このままでは捕まってしまう。姫は自ら囮となり、D2デコ助とPOサン助を地球に送り込んだ。
甲賀の駄碁場山（だごばさん）では、ヨーダに似た戸沢白雲斎が猿飛佐助を鍛えていた。スウェーデン星から入手した無しゅうせいのヌード写真を巡り、争う2人の前に、D2デコ助とPOサン助が現れる。姫の救出より無修正ヌード写真を巡る戦いを優先する2人に、D2デコ助は姫のストリップ映像を3Dで上映、2人の注意を喚起する。しかし、「姫が得意」というマナ板ショーに惹かれた佐助により白雲斎は不意打ちされ、死亡。D2デコ助とPOサン助も、「どちらでもいい」と、佐助を連れて行く。
忍法ミレニアムファルコン、忍法スタートレックでアタミ星にワープした佐助らは、空中繁華街シンジュクに突入。姫の奪還に成功する。
暗黒面ノ助は本拠の牛丼屋型宇宙船に逃げ、態勢を整える。挽回したかに見えたが、佐助の「忍法エーリアン」で、牛丼屋型宇宙船は中身を食べられてしまう。残った宇宙船をエーリアンに任せ、佐助は地球へ飛んだ。

### 雀狂戦記
麻雀の好きな主人公は、仲間と賭け麻雀をしていたが、精算でトラブルとなり、仲間は帰ってしまう。どうしても麻雀のやりたい主人公の前に、「未来から来たセールスマン」が現れ、テレビゲームの麻雀を勧める。「購入前に、一日試してみる」という条件でカセットを受け取った主人公は、バーチャルリアリティの対戦を体験、ついには禁断のリーチ姫に挑んでしまう。

## 単行本
角川書店 ヤマト・コミックス・スペシャル
桃太郎地獄変（全1巻） ISBN 4-04-921013-4 1989年1月7日 絶版。
徳間書店 アニメージュコミックス
絶版。
朝日新聞出版 シリーズ昭和の名作漫画
『5000光年の虎』の単行本に併録。「桃太郎地獄変」「山姥」「銀河サルカニ合戦」「海底神話」の4作のみ収録している。